# Pseudolycoriella geophila
Pseudolycoriella geophila är en tvåvingeart som först beskrevs av Risto Kalevi Tuomikoski 1960.  Pseudolycoriella geophila ingår i släktet Pseudolycoriella och familjen sorgmyggor.
Artens utbredningsområde är Finland. Inga underarter finns listade i Catalogue of Life.